# Fernando Piñero
Fernando Piñero (San José de la Esquina, Santa Fe, Argentina, 16 de febrero de 1993) es un futbolista argentino. Juega de defensa central y su actual equipo es el Al-Bukiryah F. C. de la Liga Príncipe Mohammad bin Salman de Arabia Saudita.

## Clubes
| Club              | País           | Año       |
| ----------------- | -------------- | --------- |
| Rosario Central   | Argentina      | 2015      |
| Santamarina       | Argentina      | 2016-2017 |
| Agropecuario      | Argentina      | 2017-2018 |
| Central Córdoba   | Argentina      | 2018-2019 |
| Santamarina       | Argentina      | 2019      |
| Atlético Rafaela  | Argentina      | 2020-2021 |
| Magallanes        | Chile          | 2022-2023 |
| Al-Bukiryah F. C. | Arabia Saudita | 2024-Act. |

## Palmarés

### Campeonatos nacionales
| Título             | Club       | País  | Año  |
| ------------------ | ---------- | ----- | ---- |
| Primera B          | Magallanes | Chile | 2022 |
| Copa Chile         | Magallanes | Chile | 2022 |
| Supercopa de Chile | Magallanes | Chile | 2023 |